# Jordi Costa i Riera
Jordi Costa i Riera (Vic, 1943 - Figueres, 1 d'octubre de 1985) fou un periodista català i primer director de Catalunya Ràdio. Estava casat amb Concepción Sala, amb qui va tenir un fill.
Llicenciat en periodisme per la Universitat de Navarra, va començar la seva trajectòria com a periodista a Ràdio Barcelona els anys 60, fins que el 1972 va ser nomenat director de Ràdio Reus. El 1982 va rebre l'encàrrec de crear Catalunya Ràdio, de la qual esdevindria el primer director. El 1983 es va reincorporar a la Cadena SER, on va esdevenir director de la freqüència de l'Alt Empordà, concretament SER Empordà a Figueres. Dos anys després va morir a l'Hospital de Figueres a causa d'una insuficiència renal. En l'encara jove producció radiofònica en català, va ser mestre de molts locutors, programadors i tècnics del mitjà informatiu.
En el seu record es va crear el Premi Jordi Costa i Riera de comunicació, impulsat per l'Ajuntament de Reus.